# Sven Lindman
Sven Lindman (* 19. dubna 1942, Dorotea) je bývalý švédský fotbalista, záložník.

## Fotbalová kariéra
Začínal ve Švédsku v týmu Lycksele IF. Ve švédské lize hrál za Djurgårdens IF Fotboll, nastoupil ve 312 ligových utkáních a dal 51 gólů. S Djurgårdenem získal v roce 1966 mistrovský titul. V sezóně 1968/1969 hrál v Rakousku za SK Rapid Vídeň, se kterým vyhrál ÖFB-Cup.  Kariéru zakončil v nižší soutěži v týmu Helenelunds IK. V Poháru mistrů evropských zemí nastoupil v 5 utkáních a dal 2 góly, v Poháru vítězů pohárů nastoupil ve 2 utkáních, ve Veletržním poháru nastoupil ve 2 utkáních a v Poháru UEFA nastoupil v 8 utkáních. Za švédskou fotbalovou reprezentaci nastoupil v letech 1967–1974 ve 21 utkáních a dal 7 gólů. Byl členem švédské fotbalové reprezentace na Mistrovství světa ve fotbale 1974, ale v utkání nenastoupil.

## Ligová bilance
| Ročník                                  | Zápasy | Góly | Klub                   |
| --------------------------------------- | ------ | ---- | ---------------------- |
| 2. švédská liga 1961                    | -      | -    | Lycksele IF            |
| 2. švédská liga 1962                    | -      | -    | Lycksele IF            |
| 2. švédská liga 1963                    | -      | -    | Lycksele IF            |
| 2. švédská liga 1964                    | -      | -    | Lycksele IF            |
| 2. švédská liga 1965                    | -      | -    | Lycksele IF            |
| 1. švédská liga 1965                    | 2      | 1    | Djurgårdens IF Fotboll |
| 1. švédská liga 1966                    | 22     | 1    | Djurgårdens IF Fotboll |
| 1. švédská liga 1967                    | 22     | 6    | Djurgårdens IF Fotboll |
| 1. švédská liga 1968                    | 11     | 8    | Djurgårdens IF Fotboll |
| Rakouská fotbalová Bundesliga 1968/1969 | 14     | 1    | SK Rapid Vídeň         |
| 1. švédská liga 1969                    | 11     | 2    | Djurgårdens IF Fotboll |
| 1. švédská liga 1970                    | 20     | 2    | Djurgårdens IF Fotboll |
| 1. švédská liga 1971                    | 22     | 6    | Djurgårdens IF Fotboll |
| 1. švédská liga 1972                    | 22     | 3    | Djurgårdens IF Fotboll |
| 1. švédská liga 1973                    | 26     | 6    | Djurgårdens IF Fotboll |
| 1. švédská liga 1974                    | 26     | 0    | Djurgårdens IF Fotboll |
| 1. švédská liga 1975                    | 26     | 1    | Djurgårdens IF Fotboll |
| 1. švédská liga 1976                    | 26     | 1    | Djurgårdens IF Fotboll |
| 1. švédská liga 1977                    | 18     | 0    | Djurgårdens IF Fotboll |
| 1. švédská liga 1978                    | 25     | 0    | Djurgårdens IF Fotboll |
| 1. švédská liga 1979                    | 23     | 1    | Djurgårdens IF Fotboll |
| 1. švédská liga 1980                    | 10     | 2    | Djurgårdens IF Fotboll |
| CELKEM 1. švédská liga                  | 312    | 51   |                        |
| CELKEM Rakouská fotbalová Bundesliga    | 14     | 1    |                        |